# Borgo San Sepolcro Boldog Angelo
Borgo San Sepolcro Boldog Angelo (olaszul: Angelo Scarpetti), (13. század – Sansepolcro, 1306 körül) boldoggá avatott Ágoston-rendi szerzetes.

## Élete
Angelo Scarpetti a 13. század első felében született. Családjáról, tanulmányairól nincsenek információink. 1254 és 1256 között lépett be az Ágoston-rendbe. A hagyomány szerint Angliába ment misszionáriusnak, ahol egy esetben rátámadtak, de a merénylő karja megbénult. Később Angelo imáinak hatására a legenda szerint visszanyerte egészségét.
Egy másik alkalommal egy ártatlanul halálra ítéltért imádkozott, mert az kérte imáit. Ettől függetlenül az ítéletet végrehajtották, s amikor leakasztották a testet, vették észre, hogy a kivégzett életben állítólag maradt. 
Angelót – a kor feljegyzései szerint – gyermeki ártatlanság és alázat jellemezte. 1306 körül hunyt el, teste három évszázadig romolhatatlanként fennmaradt (?). Kultusza hamar elterjedt, de azt csak 1921-ben hagyta jóvá XV. Benedek pápa.